# Cigayam
Cigayam is een bestuurslaag in het regentschap Ciamis van de provincie West-Java, Indonesië. Cigayam telt 4495 inwoners (volkstelling 2010).